# 高草木光一
高草木 光一（たかくさぎ こういち、1956年 - ）は、日本の社会思想史学者。慶應義塾大学教授。

## 略歴
群馬県生まれ。
1980年慶應義塾大学経済学部卒業。
1982年同大学院経済学研究科修士課程修了、1988年同博士課程単位取得中退。
1989年慶大経済学部助手、1994年助教授、2001年教授。
社会思想史専攻。フランス無政府主義が専門だが、戦後日本の思想史を研究する。

## 著書
- 『岡村昭彦と死の思想 「いのち」を語り継ぐ場としてのホスピス』（岩波書店, 2016年）
- 『松田道雄と「いのち」の社会主義』（岩波書店, 2018年）

### 共編
- 『一八四八年革命の射程』（的場昭弘共編, 御茶の水書房, 1998年）
- 『小田実の世直し大学』（飯田裕康共編, 筑摩書房, 2001年）
- 『ここで跳べ 対論「現代思想」』（飯田裕康共編, 慶應義塾大学出版会, 2003年）
- 『生きる術としての哲学 小田実最後の講義』（飯田裕康共編, 岩波書店, 2007年）
- 『東アジア日本が問われていること 連続講義』（松村高夫共編, 岩波書店, 2007年）
- 『「いのち」から現代世界を考える 連続講義』（編, 岩波書店, 2009年）
- 『一九六〇年代未来へつづく思想 連続講義』（編, 岩波書店, 2011年）
- 『思想としての「医学概論」 いま「いのち」とどう向き合うか』（編, 佐藤純一,山口研一郎,最首悟執筆, 岩波書店, 2013年）
- 『ベ平連と市民運動の現在(いま) 吉川勇一が遺したもの』（編, 高橋武智,吉岡忍,山口幸夫執筆, 花伝社, 2016年）

## 論文
- ＜高草木光一